# Сохацкое
Сохацкое (укр. Сохацьке) — село,
Клюшниковский сельский совет,
Миргородский район,
Полтавская область,
Украина.
Код КОАТУУ — 5323283410. Население по переписи 2001 года составляло 100 человек.
Село указано на трехверстовке Полтавской области. Военно-топографическая карта.1869 года как хутор Саланины

## Географическое положение
Село Сохацкое примыкает к сёлам Григоровка и Травневое, в 1-м км от села Клюшниковка.
По селу протекает пересыхающий ручей с запрудой.